# Peter Webber
Peter Webber (* 1968) ist ein britischer Filmregisseur, Drehbuchautor und Filmeditor.

## Leben
Peter Webber studierte drei Jahre an einer Universität Kunstgeschichte. Nach seinem Studienabschluss begann der bekennende Cinephile ein Aufbaustudium an einer Filmhochschule. Seine ersten Gehversuche im Filmgeschäft absolvierte Webber als Editor, so u. a. 1991 für Cheryl Farthings Kurzfilm Rosebud. Nach Abschluss seines Filmstudiums folgte 1992 mit The Zebra Man seine erste Regiearbeit, für die er die damals noch unbekannte Schauspielerin Minnie Driver gewinnen konnte. Der elfminütige Kurzfilm gemeinsam mit Tom Hare Duke inszeniert, erzählt die wahre Geschichte von Horace Ridler (1886–1969), der Anfang der 1940er Jahre unter dem Künstlernamen The Great Omi seine zebraähnliche Ganzkörpertätowierung in England und Frankreich zur Schau stellte. Danach inszenierte Webber zwischen 1994 und 1995 mehrere Fernsehdokumentationen für Channel 4, von denen A to Z of Wagner, eine Kunstdokumentation über den deutschen Komponisten Richard Wagner, auf dem Lyon Operascreen Film Festival preisgekrönt und bei den Royal Television Society Awards nominiert wurde. Ebenfalls 1994 lernte Webber die Filmproduzenten Anand Tucker und Andy Paterson kennen, die ihn als Editor für Tuckers Projekt Football Crazy gewannen, eine Fernsehdokumentation über ein Südlondoner Amateur-Fußball-Team. Die Zusammenarbeit wiederholte sich 1996, als Peter Webber für den Schnitt von Anand Tuckers Filmbiografie Saint-Ex zuständig war, in der Bruno Ganz neben Miranda Richardson in die Rolle des französischen Schriftstellers Antoine de Saint-Exupéry schlüpfte.
Nach den Channel-4-Dokumentationen Creatures Of The Abyss und Fields of Gold die zur Trilogie The Deep über die Wunderwelt des Ozeans gehörten, folgte 1997 Peter Webbers zweiter Fernsehfilm The Temptation of Franz Schubert, der auch unter dem Titel The Double Life of Franz Schubert bekannt ist. In dem fünfzigminütigen Drama, das an Weihnachten 1997 im britischen Fernsehen ausgestrahlt wurde, mimte Simon Russell Beale den an Syphilis leidenden österreichischen Komponisten. Neben weiteren Fernsehdokumentationen die Webber für Channel 4 inszenierte, folgten 1999 das 65-minütige Romantikdrama Underground und 2001 der preisgekrönte Fernsehzweiteiler Men Only. Die Geschichte über eine alternde, fünfköpfige Londoner Fußballmannschaft die als Hooligans in die Kriminalität abdriften, sorgte aufgrund einer Vergewaltigungsszene für Kontroversen in Großbritannien. Nach dem Fernsehzweiteiler The Stretford Wives (2002) für die BBC plante Peter Webber einen Film über die deutsche RAF-Terroristin Ulrike Meinhof (1934–1976) zu drehen, sah sich aber gezwungen nach den Terroranschlägen vom 11. September 2001 das Projekt aufgrund fehlender finanzieller Mittel einzustellen.
Durch Zufall gelangte Peter Webber 2002 an den Regieposten seiner ersten Kinoproduktion Das Mädchen mit dem Perlenohrring (2003). Das Kostümdrama, von Anand Tucker und Andy Paterson produziert, hatte ursprünglich von dem Briten Mike Newell mit Kate Hudson und Ralph Fiennes in den Hauptrollen inszeniert werden sollen. Hudson war jedoch im Laufe der Vorproduktion ausgestiegen und das Filmprojekt war zum Erliegen gekommen. Mit Webber als neuen Regisseur wurde die Hauptrollen mit der damals 19-jährigen US-Amerikanerin Scarlett Johansson und dem Briten Colin Firth besetzt. Die Verfilmung des gleichnamigen Romans von Tracy Chevalier über die mögliche Entstehungsgeschichte von Jan Vermeers Gemälde Mädchen mit Perle war Erfolg bei Kritikern beschieden und erhielt 2004 u. a. drei Nominierungen für den Oscar, zwei für den Golden Globe und zehn für den British Academy Film Award (BAFTA Award). Während die Frankfurter Allgemeine Zeitung das Werk als „Augenweide“ titulierte, lobte die New York Times Webber für sein „souveränes wiewohl betäubendes Debüt“, für das er u. a. bei den BAFTAs als vielversprechendster Newcomer und von der Directors Guild of Great Britain als bester britischer Filmregisseur nominiert wurde.
Nach dem Erfolg seines ersten Kinofilms übernahm Peter Webber 2004 in der vierten Staffel der erfolgreichen Fernsehserie Six Feet Under – Gestorben wird immer die Regie für die Folge Die Provokation (Originaltitel: The Dare). 2006 wurde Webber von dem italienischen Filmproduzenten Dino De Laurentiis als Regisseur für Hannibal Rising – Wie alles begann verpflichtet. Das Drama mit dem französischen Schauspieler Gaspard Ulliel in der Titelrolle, basiert auf dem Thriller Behind the Mask von Thomas Harris. Das Buch ist ein Prequel zu Harris’ Romanen Roter Drache (1981), Das Schweigen der Lämmer (1988) und Hannibal (1999), in denen jeweils Oscar-Preisträger Anthony Hopkins die Titelrolle verkörpert hatte, und zeichnet den Weg des jungen Hannibal Lecter von seiner Kindheit in Litauen, über seine Jugend in Frankreich bis hin zu seinem Zusammentreffen mit dem FBI-Agenten Will Graham in den USA nach. Der Film wurde 2006 in den Filmstudios Barrandov in Prag abgedreht und startete Anfang Februar 2007 in den US-amerikanischen Kinos. Dort fiel die 37 Mio. Euro teure Produktion beim Publikum aufgrund des Fehlens von Anthony Hopkins und inszenatorischer Schwächen durch und fand nur bei wenigen Kritikern, aufgrund von Webbers formaler Ästhetik, Zuspruch.
Nach dem kommerziellen Misserfolg von Hannibal Rising übernahm Webber erst zwei Jahre später wieder die Regie bei einem Filmprojekt. 2009 entstand der Kurzfilm Jasim, eine filmische Biografie von Hamad bin Chalifa Al Thani, dem Emir von Katar. Das Projekt, in Katar abgedreht und mit katarischen Schauspielern besetzt, wurde anlässlich der Feierlichkeiten zum Nationalfeiertag des Landes im Dezember 2009 produziert.
Danach arbeitete Webber an dem japanischen Spielfilmprojekt Emperor, das im September 2012 in Toronto uraufgeführt wurde. Das Drama spielt kurz nach Ende des Zweiten Weltkriegs und stellt einen US-amerikanischen General (dargestellt von Matthew Fox) in den Mittelpunkt, der darüber befinden muss, wie rechtlich mit dem japanischen Kaiser Hirohito (Takatarō Kataoka) umgegangen werden soll.

## Filmografie (Auswahl)

### Als Regisseur
- 1992: The Zebra Man (Kurzfilm)
- 1994: Eurotrash (TV-Doku)
- 1994: Badass TV (TV-Doku)
- 1994: Fortean TV (TV-Doku)
- 1995: A to Z of Wagner (TV-Doku)
- 1995: Equinox: God Only Knows (TV-Doku)
- 1997: Apocalypse When? (TV-Doku)
- 1997: The Temptation of Franz Schubert (TV)
- 1999: Equinox: Curse Of The Phantom Limbs (TV-Doku)
- 1999: Underground (TV)
- 2000: Equinox: The Secret Lif Of The Crash Test Dummy (TV-Doku)
- 2001: Men Only (TV-Miniserie)
- 2002: The Stretford Wives (TV-Miniserie)
- 2003: Das Mädchen mit dem Perlenohrring (Girl with a Pearl Earring)
- 2004: Six Feet Under – Gestorben wird immer (TV-Serie, Episode: Die Provokation)
- 2007: Hannibal Rising – Wie alles begann (Hannibal Rising)
- 2009: Jasim (Kurzfilm)
- 2012: Emperor – Kampf um den Frieden (Emperor)
- 2015: Zehn Milliarden (Dokumentarfilm)
- 2019: Inna de Yard: The Soul of Jamaica[7]

### Als Filmeditor
- 1991: Rosebud
- 1992: The Zebra Man
- 1994: Football Crazy
- 1996: Saint-Ex

### Als Drehbuchautor
- 1992: The Zebra Man

## Auszeichnungen
British Academy Film Award
- 2004: nominiert in den Kategorien Bester britischer Film und Vielversprechender Newcomer für Das Mädchen mit dem Perlenohrring

British Independent Film Award
- 2004: nominiert für den Douglas-Hickox-Preis als Bester britischer Debütregisseur für Das Mädchen mit dem Perlenohrring

Cinemanila International Film Festival
- 2004: nominiert in der Kategorie Bester Film für Das Mädchen mit dem Perlenohrring

David di Donatello
- 2004: nominiert in der Kategorie Bester europäischer Film für Das Mädchen mit dem Perlenohrring

Dinard British Film Festival
- 2003: Bester Film und Publikumspreis für Das Mädchen mit dem Perlenohrring

Directors Guild of Great Britain
- 2004: nominiert in der Kategorie Bester Regisseur für einen britischen Film für Das Mädchen mit dem Perlenohrring

Goya
- 2005: nominiert in der Kategorie Bester europäischer Film für Das Mädchen mit dem Perlenohrring

Polnischer Filmpreis
- 2005: Bester europäischer Film für Das Mädchen mit dem Perlenohrring

San Sebastián International Film Festival
- 2003: C.I.C.A.E.-Preis, nominiert in der Kategorie Bester Film für Das Mädchen mit dem Perlenohrring